# Eidgenössische Konstruktionswerkstätte K+W C-35
Die K+W C-35 war ein zweisitziges Mehrzweckflugzeug in Doppeldeckerauslegung der Schweizer Flugwaffe in den 1930er- und 1940er-Jahren. Ihre Entwicklung begann im Jahre 1936 bei den Eidgenössischen Konstruktionswerkstätte (K+W) in Thun. Die C-35 war ausgelegt für Aufklärung sowie Bombenwurf aus dem Horizontal- und Sturzflug. Insgesamt waren 88 Exemplare dieses Typs im Einsatz.

## Die C-35 im Einsatz
Obwohl die C-35 zu Beginn des Zweiten Weltkrieges veraltet war, blieb sie bis 1945 im Einsatz. Als die deutsche Luftwaffe während des Westfeldzuges die Schweizer Grenze tangierte und sogar Einsätze gegen die Schweizer Flugwaffe flog, kämpfte die C-35 an vorderster Front gegen die Heinkel He 111 und Messerschmitt Bf 110. Dabei wurde eine C-35 abgeschossen, wobei beide Besatzungsmitglieder ums Leben kamen.

## Militärische Nutzung
Schweiz
- Schweizer Flugwaffe

## Technische Daten
| Kenngrösse            | Daten                                                                          |
| --------------------- | ------------------------------------------------------------------------------ |
| Besatzung             | 2                                                                              |
| Länge                 | 9,54 m                                                                         |
| Spannweite            | 13,08 m                                                                        |
| Höhe                  | 3,75 m                                                                         |
| Flügelfläche          | 32,0 m²                                                                        |
| Leermasse             | 2190 kg                                                                        |
| max. Zuladung         | 940 kg                                                                         |
| max. Startmasse       | 3130 kg                                                                        |
| Antrieb               | 12-Zylinder-V-Motor Hispano-Suiza HS-77 mit 860 PS (633 kW)                    |
| Höchstgeschwindigkeit | 335 km/h                                                                       |
| Anfangssteigleistung  | 10,4 m/s                                                                       |
| Flächenbelastung      | 98 kg/m²                                                                       |
| Dienstgipfelhöhe      | 8000 m ü. M.                                                                   |
| Reichweite            | 750 km                                                                         |
| Bewaffnung            | eine Motorkanone, zwei MG in den Tragflächen, ein Beobachter-MG Abwurfmunition |